# Religia Mongołów
Religia Mongołów – zespół wierzeń ludów stepowych w Azji. Wraz z podbiciem przez Mongołów bardziej cywilizowanych narodów szamanizm ustąpił miejsce religiom monoteistycznym. W wielkim chanacie chińskim zapanował buddyzm, duże wpływy zyskało też chrześcijaństwo obrządku nestoriańskiego. W Iranie Hulagidów, mimo wpływu nestorianizmu, po długiej walce pod koniec XIII wieku zapanował islam. Podobnie rzecz się miała ze Złotą Ordą i chanatem Czagatajów, które jeszcze wcześniej stały się krajami muzułmańskimi. Szamanizm uległ zapomnieniu, utrzymał się tylko w pierwotnej Mongolii.

## Podstawa źródłowa
Wzmianki w najstarszych kronikach chińskich wskazują, że zamieszkała obszary dzisiejszej Mongolii i sąsiednie terytoria ludność, jak Hunowie, Xianbei, Rouran oraz Turkuci, wyznawała szamanizm. Oddawano cześć zjawiskom astronomicznym, zmarłym przodkom, wierzono w duchy, wróżby i moc szamanów. Z zachowanych w kamieniu inskrypcji władców Tuklie odcyfrowano imiona bóstw nieba – Tengri, ziemi i wody – Jer-Sub oraz opiekunki porodu i potomstwa – Umaj.

### Tajna historia Mongołów
W początkowym okresie istnienia imperium mongolskiego w społeczeństwie dominował szamanizm. Religia ta jednak nie miała dominującej pozycji w kręgach rządzących. Zdaje się to potwierdzać Tajna historia Mongołów, która wspomina o zamordowaniu szamana Teb Tengri. Prócz tego źródło nie zawiera wiele informacji o wierzeniach Mongołów.
W Tajnej historii Mongołów wymienione zostały dwa najważniejsze bóstwa Mongołów: Niebo i Ziemia. Mongołowie wierzyli też w duchy i moc szamanów. Praktyki szamańskie zostały opisane we fragmencie o chorobie Ugedeja, podczas której wróżono z wnętrzności zwierząt, podawano różne napoje i odmawiano zaklęcia. Ich działanie było wzmacniane ofiarami i modlitwami chorego. Mongołowie wierzyli w sny. Tajna historia Mongołów podaje skąpe informacje o stałych uroczystościach, jak np. szesnasty dzień pierwszego miesiąca lata, który był jednocześnie dniem pełni księżyca, obchodzony jako święto, choć nie wiadomo nic o jego charakterze.

### Zbiór kronik Raszidoddina
Autor Zbioru kronik, perski historyk Raszidoddin, na przełomie XIII i XIV wieku opisał w swoim dziele umiejętności, które przypisywano szamanom. Według niego szamani potrafili leczyć, a jeden z najpotężniejszych, Teb Tengri, przepowiadał przyszłe wydarzenia, lewitował i umiał porozumiewać się z duchami. Umieszczając w swoim dziele genealogię współczesnych mu rodów tureckich, które wywodziły się od legendarnego Oguz-chana, historyk przypisał każdemu z nim totem. Były to głównie ptaki drapieżne.

### Relacje dominikanów Ryszarda i Juliana
Pierwszymi Europejczykami, którzy informują o Mongołach, Tatarach oraz ich wierzeniach, są bracia dominikańscy Ryszard i Julian. Prowadzili oni w latach trzydziestych XIII wieku misję chrystianizacyjną na Wielkich Węgrzech nad Wołgą. Julian pisze o tradycji nienadeptywania przez próg w jurcie mongolskiej. Inne informacje dominikańskie są lakoniczne i ogólnikowe.

### Opis religii według Jana di Piano Carpiniego
Poseł papieski Jan di Piano Carpini na dwór wielkiego chana Mongołów w latach 1245–1247 sporządził po swoim pobycie obszerną relację. Przedstawił wierzenia Mongołów na podstawie własnych obserwacji w napisanej przez siebie Historii Mongołów w rozdziale trzecim pt. O kulcie Boga, o tym co uważają za grzechy, o przepowiedniach, oczyszczaniu się i obrzędzie pogrzebowym. W porównaniu z relacjami innych europejskich podróżników, jak Marco Polo czy Wilhelm z Rubruk, jest to najbardziej pełny opis dotyczący religii Mongołów.
Bóg Mongołów był stworzycielem oraz dawcą dóbr i kar. Jego wyznawczy nie modlili się do niego i nie mieli określonych ceremonii religijnych. Mongołowie wierzyli w moc idoli, wykonanych z wojłoku i jedwabiu. Kukły z wojłoku ustawiane były przed jurtami. Przed nimi kładziono przedmioty również z wojłoku, ukształtowane na podobieństwo wymion, ufając, że dzięki temu ochronią bydło i zwiększą przychówek i udój. Czcili także nieokreślone w relacji przedmioty z jedwabiu, które umieszczali przed wejściem do domostwa. Kradzież z miejsca, gdzie położony został dany przedmiot, była karana śmiercią. Podobne idole umieszczane były nad leżem chorego dziecka. Dowództwo wojskowe w jurcie trzymało wypchaną słomą bądź sianem skórę kozła. Idolom składano ofiary z pierwszego mleka oraz jedzenie lub napój przed każdym posiłkiem. Po uboju bałwanowi dawano serce, które po nocy gotowano i spożywano.
Deifikowano Czyngis-chana, któremu wykonywano idola i umieszczano na wozie przed domostwem. Potem składano mu dary, w tym narowiste konie i inne zwierzęta. Takim zwierzętom w razie ich późniejszego zabijania starano się nie łamać kości, które należało spalić. Czyngis-chanowi oddawano cześć boską, wyrażoną w pokłonach w stronę południową. Również podbitym możnym kazano kłaniać się w podobny sposób. Wierzono w boskość księżyca, ognia, wody i ziemi, ofiarując im głównie przed porannym posiłkiem pierwociny pożywienia i napoju. Poza tym relacja Carpiniego skupia się na opisie przesądów, jak np. niestawianie nóg na progu jurty, niewkładanie noża lub siekiery do ognia, bowiem osłabia ducha ognia, niezabijanie młodych ptaków, łamanie kości o kość oraz wylewanie napoju na ziemię. Wierzono w oczyszczającą przed złem moc ognia. Carpini wspomina o obrzędach pogrzebowych i dwóch cmentarzach, pochówku chanów i ludzi niezamożnych. Wzmiankuje także o bogu Itoga.

### Relacja C. de Bridii
Dzieło podróżnika na dwór chana mongolskiego C. de Bridii Historia Tartarorum uzupełnia relację Carpiniego. Podobnie jak Carpini pisze, że Mongołowie czcili wiele bożków w postaci idoli, składając im w ofierze przeznaczone na ubój zwierzęta. Wspomina również o zasadzie niełamania kości. Mongołowie oddawali bogom pokłon w południe, zmuszając do tego również jeńców. Wzmiankuje o pochówkach z tą różnicą, że bogaci według niego grzebani byli w stepie w pozycji siedzącej. Nad nimi rozkładano namiot, gdzie ustawiano miski z mięsem i kobylim mlekiem oraz srebro i złoto. Koń zmarłego był zjadany przez przyjaciół, a skóra wierzchowca wypychana słomą i umieszczana na słupie. Według Bridii w kraju Mongołów istniały dwa strzeżone cmentarze dla ubogich i zamożnych. Ciała poległych wojowników niezależnie od miejsca śmierci sprowadzano i grzebano na nekropolii.

### Sprawozdanie Benedykta Polaka
Benedykt Polak w swojej krótkim sprawozdaniu pisze o kulcie i oddawaniu czci złotemu posągowi Czyngis-chana w obozie Batu. Czyngis-chan przedstawiony był jako idol ze złota, któremu kłaniano się. Posąg ten był elementem kultu przodków widocznego w szamanizmie.

### Listy chanów mongolskich
W korespondencji chanów mongolskich do papieża znajdują się informacje o religii Mongołów. Gujuk podaje w swoim liście, że panuje z mocy Wiecznego Nieba. Podobne wzmianki znajdują się w listach Gujuka do Bajdżu Nojana.

### Opisanie świataMarco Polo
Jednym z najważniejszych źródeł zachodnich tyczących się Mongołów jest Opisanie świata Marco Polo. Powstało ono pod koniec XIII wieku. Włoski kupiec przebywał kilkanaście lat w Mongolii i był zaufanym doradcą wielkiego chana Kubiłaja. Opis religii Mongołów według Marca Polo uzupełnia wcześniejsze relacje europejskie Jana Plano de Carpiniego i Wilhelma Rubruka. Został zawarty w rozdziale Tu opowiada się o bogu Tatarów i o ich religii.
Mongołowie wierzyli w najwyższe bóstwo, modląc się o zdrowie i spalając na jego cześć kadzidła i wonności. Bóg ziemi Natigaj (tożsamy ze wspomnianym przez Carpiniego Itogą), któremu oddawano pokłony, strzegł rodziny, trzody i zboża. Przedstawiano go jako idola z filcu w otoczeniu małżonki i dzieci. Żonę umieszczano po jego lewej stronie, dzieci na przodzie. Przed spożywaniem posiłku Mongołowie pocierali idolom wargi mięsem. Wierzono w demony, którym składano ofiarę z wylewanego za drzwi rosołu.
W innych rozdziałach Marco Polo przytacza opisy obchodzonych świąt. Nowy rok świętowano w lutym. W tym dniu wielki chan i poddani zakładali białe szaty, które były symbolem dobrego roku. Poza nowym rokiem istniało trzynaście comiesięcznych świąt, podczas których zakładano szaty w wyznaczonych kolorach. Mongołowie obawiali się kar boskich, których przejawem był piorun. Dla przykładu, jeśli piorun uderzył w stado, to chan na trzy lata zrzekał się dziesięciny. Wierzyli we wróżby, odwoływali się do astrologii.
Nowe wiadomości Marco Polo dostarczył o pochówkach wielkich chanów, których grzebano na górze Ałtaj. Podczas konduktu żałobnego żołnierze zabijali napotkanych po drodze ludzi i konie, wierząc, że w świecie pozagrobowym będą służyć zmarłemu.

## Historia
Najstarszych wierzeń nie da się zrekonstruować, jednak późniejsze rytuały pozwalają sądzić, że był to szamanizm, o czym świadczą pozostałości ceremonialne, jak oddawanie czci żywiołom. Dawni nomadowie czcili zjawiska przyrody pod postacią duchów. Ich imiona były nazwami pospolitymi. Najwyższym bóstwem był Tengri – Wieczne Błękitne Niebo (Möngke Köke Tengri). Itoga, nazywany przez Marco Polo Natigaj, był bóstwem opiekuńczym stad, plonów i dzieci. Żeńskim bóstwem ziemi była Eke Etügen – Matka-Ziemia.
Po opanowaniu państwa Turkutów przez Ujgurów na przełomie VIII–IX wieku na obszary dzisiejszej Mongolii za pośrednictwem chińskim sprowadzono sogdyjskich misjonarzy manichejskich. Nowa religia wywarła wpływ na życie polityczne i kulturowe, jak np. przyjęcie pisma sogdyjskiego. Gdy w IX–X wieku Ujgurów zastąpili Kirgizi, w Mongolii przywrócono szamanizm. Ugurowie, odepchnięci na zachód, poznali buddyzm, który z czasem zastąpił manicheizm. Od V wieku na wschód przybywali misjonarze nestoriańscy. Na przełomie XII–XIII wieku takie plemiona, jak Najmanowie i Kereici, wyznawali w większości tę religię. W Kaszgarze powstała nestoriańska metropolia. Nestoriański władca Kereitów, To'orił Ong-chan, miał być pierwowzorem dla europejskiej legendy o Księdzu Janie.
W okresie imperium mongolskiego większość nomadów wyznawała szamanizm, w granicach państwa jednak panowała tolerancja religijna. Duchowieństwo nie miało wpływu na politykę, niemniej władcy mongolscy najczęściej mieli w swoim otoczeniu wysłanników wszystkich istniejących na ich obszarze religii. Lamaizm Mongołowie poznali za pośrednictwem Chin. W okresie imperium mongolskiego ta religia była przez nich faworyzowana. Po upadku państwa mongolskiego jej wpływ osłabł. Dopiero pod koniec XVI wieku w postaci zreformowanej rozpowszechnił się na obszarze Mongolii aż do Turkiestanu Wschodniego.
W zachodniej części stepów azjatyckich przed podbojami arabskimi współistniały różne religie. Dominował zaratusztrianizm, rozpowszechniony był szamanizm. Buddyzm pojawił się na przełomie III–II wieku p.n.e., gdy powstało Królestwo Greko-Baktryjskie. Rozkwit tej religii przypadł na II wiek p.n.e. – III wiek n.e. w okresie państwa kuszańskiego, a schyłek nastąpił w III–VII wieku wraz z osłabieniem panowania Sasanidów. W VIII wieku za pośrednictwem Chin do Turkiestanu Zachodniego przeniknęła sogdyjska odmiana manicheizmu. W XII–XIII wieku rozpowszechnił się nestorianizm. Od VIII wieku trwały podboje arabskie, których skutkiem było wprowadzenie islamu.